# Charles Bugbee
Charles G. Bugbee (Stratford, 29 agosto 1887 – Edgware, 18 ottobre 1959) è stato un pallanuotista britannico, vincitore di due medaglie d'oro alle olimpiadi di Stoccolma 1912 e Anversa 1920.